# Shaky
Shaky ist ein Musikalbum des Walisers Shakin’ Stevens aus dem Jahr 1981. Shaky war Stevens’ erstes Album, das in Großbritannien die Spitze der Charts erreichte und beinhaltet den Nummer-eins-Hit Green Door.

## Entstehung und Erfolge
Der Nachfolger seines Albums This Ole House wurde in den Eden Studios aufgenommen, von Stuart Colman produziert und von Epic Records im September 1981 veröffentlicht.
Am 1. November 1981 verdrängte Shaky das Human-League-Album Dare von der Spitze der britischen Charts, wurde jedoch bereits eine Woche später von Queens erstem Greatest-Hits-Album abgelöst. Singleerfolge hatte Stevens mit Green Door, das ein Nummer-eins-Hit wurde, und You Drive Me Crazy, das es in den britischen Charts bis auf Platz 2 schaffte. Ein weiterer Top-10-Erfolg des Albums war It’s Raining.
Erstmals tat sich Stevens besonders auch als Songschreiber hervor, da 5 der 14 Lieder aus seiner Feder stammen. This Time wurde von Chips Moman geschrieben, der fünf Jahre später die Sun-Records-Reunion Class of ’55 produzieren sollte. Als Gitarrist ist Micky Gee zu hören.

## Titelliste (Originalalbum)

### Seite 1
1. Mona Lisa (Jay Livingston/Ray Evans) – 2:10
2. You Drive Me Crazy (Ronnie Harwood) – 2:44
3. I’m Knockin’ (Shakin’ Stevens) – 2:45
4. It’s Raining (Naomi Neville) – 3:12
5. Don’t She Look Good (Joe Spampinato) – 2:07
6. Green Door (Bob Davie/Marvin Moore) – 3:06
7. Don’t Bug Me Baby (Leon Luallen/Johnny Bragg) – 2:46

### Seite 2
1. Don’t Tell Me Your Troubles (Don Gibson) – 2:25
2. I’m Gonna Sit Right Down and Write Myself a Letter (Fred Ahlert/Joe Young) – 3:20
3. This Time (Chips Moman) – 2:48
4. Baby You’re a Child (Shakin’ Stevens) – 2:37
5. Don’t Turn Your Back (Shakin’ Stevens) – 2:56
6. Let Me Show You How (Shakin’ Stevens) – 2:46
7. I’m Looking (Shakin’ Stevens) – 2:41

## Singleauskopplungen
| Jahr | Titel              | Höchstplatzierung, Gesamtwochen, AuszeichnungChartplatzierungen (Jahr, Titel, , Platzierungen, Wochen, Auszeichnungen, Anmerkungen) | Höchstplatzierung, Gesamtwochen, AuszeichnungChartplatzierungen (Jahr, Titel, , Platzierungen, Wochen, Auszeichnungen, Anmerkungen) | Höchstplatzierung, Gesamtwochen, AuszeichnungChartplatzierungen (Jahr, Titel, , Platzierungen, Wochen, Auszeichnungen, Anmerkungen) | Höchstplatzierung, Gesamtwochen, AuszeichnungChartplatzierungen (Jahr, Titel, , Platzierungen, Wochen, Auszeichnungen, Anmerkungen) | Anmerkungen                                                                                  |
| Jahr | Titel              | DE | AT | CH | UK | Anmerkungen                                                                                  |
| ---- | ------------------ | --- | --- | --- | --- | -------------------------------------------------------------------------------------------- |
| 1981 | You Drive Me Crazy | DE6 (33 Wo.)DE | AT6 (6 Wo.)AT | CH4 (8 Wo.)CH | UK2 Gold · (12 Wo.)UK | Erstveröffentlichung: 24. April 1981 Verkäufe: + 500.000                                     |
| 1981 | Green Door         | DE6 (23 Wo.)DE | AT8 (10 Wo.)AT | CH5 (9 Wo.)CH | UK1 Gold · (12 Wo.)UK | Erstveröffentlichung: 17. Juli 1981 Verkäufe: + 500.000; Original: Jim Lowe & The High Fives |
| 1981 | It’s Raining       | DE13 (19 Wo.)DE | AT11 (4 Wo.)AT | — | UK10 Silber · (9 Wo.)UK | Erstveröffentlichung: 2. Oktober 1981 Verkäufe: + 250.000; Original: Irma Thomas             |

## Rezeption

### Charts und Chartplatzierungen
| ChartsChartplatzierungen     | Höchstplatzierung | Wochen |
| ---------------------------- | ----------------- | ------ |
| Deutschland (GfK)            | 4 (56 Wo.)        | 56     |
| Österreich (Ö3)              | 1 (22 Wo.)        | 22     |
| Vereinigtes Königreich (OCC) | 1 (28 Wo.)        | 28     |

| ChartsJahrescharts (1982) | Platzierung |
| ------------------------- | ----------- |
| Deutschland (GfK)         | 12          |
| Österreich (Ö3)           | 2           |

### Auszeichnungen für Musikverkäufe
| Land/Region                  | Auszeichnungen für Musikverkäufe (Land/Region, Auszeichnung, Verkäufe) | Verkäufe |
| ---------------------------- | ---------------------------------------------------------------------- | -------- |
| Australien (ARIA)            | Gold                                                                   | 50.000   |
| Deutschland (BVMI)           | Gold                                                                   | 250.000  |
| Vereinigtes Königreich (BPI) | Platin                                                                 | 300.000  |
| Insgesamt                    | 1× Gold · 1× Platin ·                                                  | 600.000  |